# 川田美智子
川田 美智子 (かわだ みちこ) は日本の女性歌手。本名は海沼美智子、父は作曲家の海沼實、童謡歌手川田正子と川田孝子は異父姉で、長男は音楽教育家の三代目海沼実。青山学院中等部・高等部を経て、青山学院大学卒業後に英国大使館に勤務した。後に早稲田大学教育学部修士課程修了。音羽ゆりかご会の元代表。

## 童謡歌手
4歳からプロの歌手として歌い始め、古賀さと子や松島トモ子とともに童謡歌手、少女雑誌グラビアなどで大人気を誇るも、小学高学年の時に肺浸潤を患って惜しまれながらも引退。
川田三姉妹の中では最も歌唱力が高く、様々なジャンルの作品を歌唱、レコード化した。

## 音羽ゆりかご会
幼いころから実父の海沼實が創設した国内で最も伝統のある合唱団音羽ゆりかご会で音楽教育を受ける。1971年の海沼實没後、音羽ゆりかご会の会長を引き継いだ母・須摩子が1979年に脳溢血で倒れると、姉の川田正子は音羽ゆりかご会の主力メンバーを引き抜く形で森の木児童合唱団を創設して独立。これを受けて実父の遺志を引き継ぐために音羽ゆりかご会の代表となった。この時点での会員数はわずか11名まで激減した。
音羽ゆりかご会の代表就任後は、英国大使館勤務などで培った堪能な英語力で海外に進出。1982年には文化庁の助成金を受けて国交正常化10周年の中国で単独公演を実施(昭和57年)、その後アメリカ、オランダでも次々と海外公演を成功に導き、国際的にアジアで屈指の合唱団としての地位を確立するに至る。1989年 (平成2年) には国連の助力によりニューヨークのカーネギーホールで、日本の合唱団として初の単独公演を行い国内外から大いに賞賛を受け、翌年以降ユニセフ国際フェスティバルにも日本代表として参加した。
なお現在は長男で音楽教育家の三代目海沼実が会長職を引き継いでいる。

## レパートリー
童謡歌手のころにコロムビア・レコードと契約して歌を出版した。
作詞：加藤省吾　作曲：海沼實
- 「みっちゃんたっち」[1] アナログレコード (LP) に収録

- 「ちょちちょちあばば」[2] アナログレコード (SP) に収録

- 「だあれがおすき」[3]  アナログレコード (SP) に収録

作詞：斎藤信夫　作曲：海沼實
- 「なわとびぴょん」[4] アナログレコード (EP) に収録

- 「いちばんすきなころ」[5] アナログレコード (SP) に収録

作詞：斎藤信夫　作曲：山口保治
- 「にこにこえくぼ」[6] アナログレコード (SP) に収録

作詞：　作曲：古関裕而
- 「キューピーちゃんのおすもう」[7] アナログレコード (SP) に収録

作詞：丘灯至夫　作曲：海沼實
- 「お馬のサーカス」

作詞：鹿島鳴秋　作曲：
- 「ぞうさんのおくに」[8] レコード (SP) に収録

## その他の資料
『川田美智子童謡集;みっちゃんたっち/歌は自転車にのって』加藤省吾、海沼實 
| スタブアイコン | サブスタブ | この項目は、まだ閲覧者の調べものの参照としては役立たない、歌手に関連した書きかけの項目です。この項目を加筆・訂正などしてくださる協力者を求めています（P:音楽/PJ:芸能人）。 |